# Thomas Todd
Pour les articles homonymes, voir Todd.
 (mars 2023).
La mise en forme du texte ne suit pas les recommandations de Wikipédia : il faut le « wikifier ».
Les points d'amélioration suivants sont les cas les plus fréquents :
- Les titres sont pré-formatés par le logiciel. Ils ne sont ni en capitales, ni en gras.
- Le texte ne doit pas être écrit en capitales (les noms de famille non plus), ni en gras, ni en italique, ni en « petit »…
- Le gras n'est utilisé que pour surligner le titre de l'article dans l'introduction, une seule fois.
- L'italique est rarement utilisé : mots en langue étrangère, titres d'œuvres, noms de bateaux, etc.
- Les citations ne sont pas en italique mais en corps de texte normal. Elles sont entourées par des guillemets français : « et ».
- Les listes à puces sont à éviter, des paragraphes rédigés étant largement préférés. Les tableaux sont à réserver à la présentation de données structurées (résultats, etc.).
- Les appels de note de bas de page (petits chiffres en exposant, introduits par l'outil «  Source ») sont à placer entre la fin de phrase et le point final[comme ça].
- Les liens internes (vers d'autres articles de Wikipédia) sont à choisir avec parcimonie. Créez des liens vers des articles approfondissant le sujet. Les termes génériques sans rapport avec le sujet sont à éviter, ainsi que les répétitions de liens vers un même terme.
- Les liens externes sont à placer uniquement dans une section « Liens externes », à la fin de l'article. Ces liens sont à choisir avec parcimonie suivant les règles définies. Si un lien sert de source à l'article, son insertion dans le texte est à faire par les notes de bas de page.
- La présentation des références doit suivre les conventions bibliographiques. Il est recommandé d'utiliser les modèles {{Ouvrage}}, {{Chapitre}}, {{Article}}, {{Lien web}} et/ou {{Bibliographie}}. Le mode d'édition visuel peut mettre en forme automatiquement les références.
- Insérer une infobox (cadre d'informations à droite) n'est pas obligatoire pour parachever la mise en page.

Pour une aide détaillée, merci de consulter Aide:Wikification.
Si vous pensez que ces points ont été résolus, vous pouvez retirer ce bandeau et améliorer la mise en forme d'un autre article.
Thomas Todd (23 janvier 1765 – 7 février 1827) était un juge américain siégeant à la Cour suprême des États-Unis de 1807 à 1826. Élevé dans la colonie de Virginie, il étudia le droit et participa plus tard à la fondation du Kentucky, où il a été greffier et juge. Il s'est marié deux fois et a eu huit enfants au total. Todd a rejoint la Cour suprême des États-Unis en 1807 et ses quelques avis juridiques concernaient principalement des revendications territoriales.

## Première vie et éducation
Thomas Todd est né d'Elizabeth Richards et de son mari, Richard Todd, dans le comté de King and Queen, en Virginie, le 23 janvier 1765,. Il était le plus jeune de cinq enfants orphelins. Il a été élevé presbytérien, mais comme la Virginie manquait d'écoles publiques à l'époque, il avait du mal à obtenir une éducation.
À l'âge de 16 ans, Todd rejoint l'armée continentale, dans les derniers mois de la guerre d'indépendance des États-Unis. De retour chez lui, il fréquente la Liberty Hall Academy (aujourd'hui Washington and Lee University) à Lexington, en Virginie, et obtient son diplôme en 1783.
Todd est ensuite devenu tuteur à la Liberty Hall Academy (qui est devenue plus tard l'Université Washington & Lee) en échange d'une chambre et d'une pension, et a obtenu son diplôme à 18 ans, en 1783. Todd a vécu avec la famille de son cousin, le juge Harry Innes, dans le comté de Bedford, Virginie. Il a également étudié l'arpentage avant de déménager dans le comté du Kentucky (qui faisait alors partie de la Virginie) avec la famille Innes, lorsque Harry Innes a été nommé dans le district du Kentucky de la Cour suprême de Virginie.
Todd épousa Elizabeth Harris en 1788. Ils eurent cinq enfants: Millicent (c. 1789–1810), Charles Stewart Todd (1791–1871; que son père renvoya en Virginie pour étudier au College of William and Mary, puis tutorat en droit), John Harris Todd (1795–1824), Ann Maria (1801–1862) et Elizabeth Frances (1808–1892).
Le 29 mars 1812, deux ans après la mort de sa première femme, Todd épousa Lucy Payne Washington, la plus jeune sœur de Dolley Madison et la veuve du major George Steptoe Washington, qui était un neveu du président George Washington. On pense qu'il s'agit du premier mariage organisé à la Maison Blanche. Leurs enfants étaient : James Madison (1817–1897), William J. et Madisonia.
Bien qu'ils aient des convictions politiques différentes, Todd a adopté les vues de John Marshall sur l'interprétation judiciaire. Il n'a rédigé aucune décision constitutionnelle. Todd n'a écrit que quatorze opinions - onze majoritaires, deux concordantes et une dissidente. Dix de ses onze opinions majoritaires portaient sur des différends concernant la propriété foncière.